# Mack Easley
Mack Easley (* 14. Oktober 1916 in Tahlequah, Oklahoma; † 1. März 2006 in Albuquerque, New Mexico) war ein US-amerikanischer Jurist und Politiker. Zwischen 1963 und 1966 fungierte er im Bundesstaat New Mexico als Vizegouverneur.

## Werdegang
Mack Easley, Sohn von Mary Ellen und John Robert Easley, wurde während des Ersten Weltkrieges im Cherokee County geboren. Er diente während des Zweiten Weltkrieges in den United States Army Air Forces. Nach dem Krieg studierte er Jura an der University of Oklahoma Law School. Er praktizierte dann als Anwalt. 1947 zog er mit seiner Ehefrau Loyce Ann Rogers Easley nach Hobbs im Lea County. Neben seiner Tätigkeit als Anwalt war er dort auch als Assistant District Attorney tätig. Politisch gehörte er der Demokratischen Partei an.
Er saß zwischen 1951 und 1952 sowie zwischen 1955 und 1962 im Repräsentantenhaus von New Mexico. Während dieser Zeit bekleidete er zwischen 1959 und 1960 den Posten als Speaker. Außerdem hatte er zwischen 1955 und 1964 den Vorsitz bei der Lea County Democratic Party. Ferner nahm er 1960 als Delegierter an der Democratic National Convention in Los Angeles teil. Man wählte ihn 1962 zum Vizegouverneur von New Mexico. 1964 wurde er wiedergewählt. Er bekleidete den Posten zwischen 1963 und 1966.
Danach kehrte er nach Hobbs zurück. Er wurde in den Senat von New Mexico gewählt, wo er nur eine Amtszeit tätig war. Während dieser Zeit hatte er den Vorsitz über das Senate Democratic Caucus Committee. Im Anschluss wurde er zum Bezirksrichter ernannt und später gewählt. Gouverneur Jerry Apodaca ernannte ihn 1975 zum Richter am New Mexico Supreme Court. Er wurde für eine zweite Amtszeit gewählt, trat allerdings 1982 von seinem Posten als Chief Justice zurück. Mit 63 Jahren wurde seine Ehefrau eine berühmte Künstlerin. Er verstarb am 1. März 2006 in Albuquerque. Sein Leichnam wurde dann auf dem Santa Fe National Cemetery in Santa Fe beigesetzt.